# Farnbauer Péter
Farnbauer Péter (Komárom, 1959. február 14.–) szlovákiai magyar zenész, dalszerző.

## Pályafutása
1990-től napjainkig tagja a legendás Elán együttesnek, előtte pedig 3 évig Peter Nagy zenekarában játszott. Tulajdonosa és működtetője a komáromi Fambi Stúdiónak, amely többek között a közismert Ghymes együttes állandó műhelye.

## Lemezek

### Az Elán együttessel
- Netvor z čiernej hviezdy Q7A (1991)
- Hodina angličtiny (1994)
- Hodina pravdy (1997)
- Elán 3000 (2002)
- Tretie oko (2003)
- Anjelska daň (2010)
- Živých nás nedostanú (2014)
- Najvyšší čas (2019)